# EXID

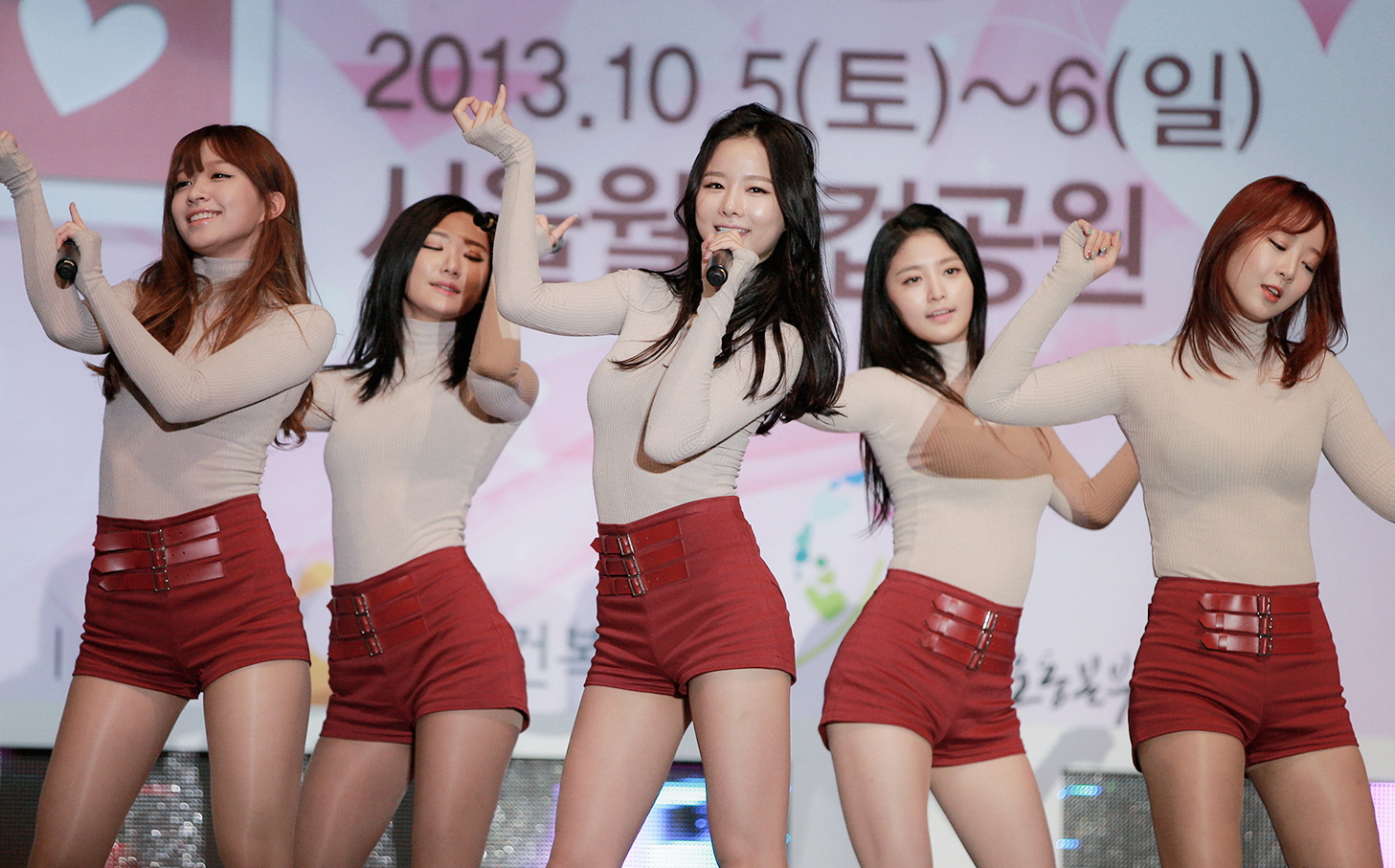
EXID

Az EXID (hangul: 이엑스아이디, azaz "Exceed In Dreaming"; "Álmodozásban kimagasló") egy 2012-ben alakult öt tagú dél-koreai lányegyüttes. Jelenleg öt tag alkotja: Solji, LE, Hani, Hyerin és Jeonghwa. 2012 februárjában debütáltak a "Whoz that Girl" c. dalukkal, ami a "Holla" c. albumon kapott helyet. Az együttes fennállásuk során rengeteg nehézségen keresztülment, ám végül sikerült megtartani helyüket a koreai popiparban. Történetük rengeteg ember számára inspiráló, és rengetegen állítják, hogy a lányok hűek maradtak nevük jelentéséhez.

## Történet

### 2011-2013: Debüt, az új felállás és a Dasoni
2011 májusában Shinsadong Tiger és az AB Entertainment szerződést ajánlott több olyan gyakornoknak, akik nem tudtak debütálni a JYP Entertainment alatt, hogy tagjai lehessenek az új lányegyüttesüknek. Yuji volt az első, aki csatlakozott az ügynökséghez, majd felhívta Hani, Jeonghwa és Haeryeong figyelmét a meghallgatásra, akiket ezután felvettek a kiadóhoz. A csapat ötödik tagja LE lett, aki az EXID előtt a Jiggy Fellaz  nevű underground hip-hop együttes tagja volt. Dami, a legelső felállás hatodik tagja már a lányok csatlakozása előtt is az AB Ent. alatt gyakornokoskodott.
A csapat eredeti neve a "WT" volt, a "Whoz That" rövidítése, későbbiekben váltottak az EXCEED-re, amely szintén nem tűnt megfelelőnek, mivel koreai akcentussal hasonlított a drog szóra. Így lett a végső választás az EXID.
A tényleges debüt előtt megjelent LE és Huh Gak közös dala, a "Whenever You Play That Song". A videóklippben Jeonghwa és Ju Szungho szerepelt. Januárra volt kitűzve a debütálásuk, azonban LE lába megsérült, így még váratott magára a kezdet. Végül 2012 február 16-án megjelent a "Holla" c. albumuk, rajta a "Whoz That Girl" c. dallal. A dalt több mint 840,000 alkalommal töltötték le. EXID az MCountdown színpadán lépett fel először.
2012 áprilisában az AB Entertainment kijelentette, hogy Yuji, Dami és Haeryeong elhagyta a csapatot. Az előbbi kettő a tanulmányaikra kívánt fókuszálni, míg utóbbi a színészi karrierjét szerette volna ápolni. Egy évvel később egy másik taggal négytagúvá bővültek, majd BESTie néven debütáltak újra.
Helyükre két új tag érkezett: Solji, az énektanáruk, az akkoriban már feloszlott 2NB régi tagja, illetve Hyelin, egy gyakornok, aki elbukott a meghallgatáson, ami az EXID felállásához vezetett. 2012 augusztusában visszatértek a "Hippity Hop" c. kislemezükkel, amin a promotált dal az I Feel Good volt. Ugyanez év októberében megjelent az előző albumon megtalálható dal, amelyet LE szerzett, a "Call" újragondolt verziója "Every Night" néven.
2013 februárjában kiadták az "Up&Down" c. dalukat, amely az Incarnation of Money c. dráma betétdala volt. Nem sokkal később adták hírbe, hogy megalakul a csapat első alegysége Dasoni néven, Hani és Solji fogja alkotni. Február 15-én debütáltak a "Goodbye" c. dalukkal.